# Idiogomphoides demoulini
Idiogomphoides demoulini är en trollsländeart som först beskrevs av St Quentin 1967.  Idiogomphoides demoulini ingår i släktet Idiogomphoides och familjen flodtrollsländor. Inga underarter finns listade i Catalogue of Life.